# Meidum
Smješten 100 km južno od modernog Kaira, Meidum (također Maidum; arapski ميدوم‎) je lokacija velike piramide i nekoliko mastaba, u Egiptu.

## Piramida
Smatra se da je meidumska piramida originalno izgrađena za Hunija, zadnjeg vladara 3. dinastije. Piramidu je dovršio njegov sin Snofru, osnivač 4. dinastije. Piramida je isprva bila stepenasta, ali se tijekom Novog kraljevstva urušila. 
Lokalno stanovništvo piramidu naziva "urušenom piramidom", ili el-haram el-kaddab - "lažna piramida". 
Al-Maqrizi, egipatski povjesničar, opisao je u 15. st. piramidu kao planinu s pet stuba. 1799., tijekom Napoleonove ekspedicije u Egipat, piramida je već bila svedena na 3 današnje stube. 
Piramida je visoka 65 m.
Piramidu su istraživali John Shae Perring 1837., Karl Richard Lepsius 1843. i Flinders Petrie kasnije u 19. st. 1920. područje je pregledao Ludwig Borchardt, a poslije su to činili i Alan Rowe, 1928., i Ali el-Kholi 1970-ih.  
Hunijevo tijelo nikad nije pronađeno ovdje, kao ni Snofruovo. 

## Mastabe
U Meidumu su poznate dvije mastabe - mastaba nepoznatog plemića i mastaba princa Nefermaata, sina Snofrua. 